# مدحت صيدم
مدحت محمود خميس صيدم (1975-2023) هو طبيب فلسطيني من مواليد غزة. يعتبر أحد أبرز الجراحين في قطاع غزة، كما كان من مؤسسي قسم الحروق التخصصي في مجمع الشفاء الطبي، حيث عمل رئيساً للقسم إلى حين استشهاده، وأستاذاً في طب الحروق.
استشهد مدحت صيدم في 14 أكتوبر 2023 بعد سبعة أيام متواصلة قضاها في مجمع الشفاء الطبي في غزة على رأس عمله، برفقة كامل أسرته في منزلهم في حي تل الهوى خلال الحرب الفلسطينية الاسرائيلية 2023.